# Kanton Puylaurens
Kanton Puylaurens (francouzsky Canton de Puylaurens) je francouzský kanton v departementu Tarn v regionu Midi-Pyrénées. Tvoří ho 10 obcí.

## Obce kantonu
- Appelle
- Bertre
- Blan
- Cambounet-sur-le-Sor
- Lempaut
- Lescout
- Poudis
- Puylaurens
- Saint-Germain-des-Prés
- Saint-Sernin-lès-Lavaur